# Šamil Basajev
‎
Šamil Salmanovič Basajev (rusko Шамиль Салманович Басаев, srednjeveško čečensko شمیل باسایعو), čečenski vojaški voditelj, * 14. januar 1965, Dišne-Vedeno, † 9. julij 2006, Ingušetija.
Basajev je bil poveljnik izvidniškega in sabotažnega bataljona Rijadus-Salihin, ki spada pod teroristično skupino Čečenski mučeniki. Bil je podpredsednik mednarodno nepriznane separatistične vlade Čečenske republike Ičkerije, vodja islamistične gverile, samooklicani terorist in narodni heroj za mnoge Čečene. Več let je poveljeval gverilskim kampanjam proti Rusiji, kot tudi masovnim napadom na rusko civilno prebivalstvo s ciljem umika ruskih vojakov iz Čečenije. Od začetka leta 2003 je imel psevdonim in naziv Amir Abdalah Šamil Abu-Idris.
8. avgusta 2003 je bilo z izdajo Izvršilnega ukaza 13224 Basajevo premoženje v ZDA zaseženo in vsak stik z njim kazensko preganjan.
Sam je prevzel odgovornost za organizacijo naslednjih terorističnih napadov:
- atentat na Ahmeda Kadrijeva (13. maj 2003),
- napad na Znamenskoje (12. maj 2003),
- napad na Grozni (27. december 2003),
- Gledališče Dobrovka (Moskva, oktober 2002).

Domnevno naj bi bil vodja samostojne teroristične skupine Rijad al-Salihin. 
Basajeva so uvrstili na seznam mednarodnih teroristov.